# Ophiostoma ranaculosum
Ophiostoma ranaculosum är en svampart som först beskrevs av J.R. Bridges & T.J. Perry, och fick sitt nu gällande namn av Georg Hausner, J. Reid & Klassen 1993. Ophiostoma ranaculosum ingår i släktet Ophiostoma och familjen Ophiostomataceae.   Inga underarter finns listade i Catalogue of Life.